# История почты и почтовых марок Австрии
История почты и почтовых марок Австрии охватывает периоды со времён Римской империи и до настоящего времени. Упорядоченную почтовую службу в рамках австрийского государства стали налаживать с XVI века, а выпуск собственных почтовых марок в Австрии стартовал в 1850 году[≡]. Современным почтовым оператором является компания Österreichische Post.

## Развитие почты

### Ранняя история
История почты на территории нынешней Австрии имеет многовековые традиции. Как показали научные изыскания, древние римляне построили здесь сеть дорог и почтовых станций. Свидетельством организации почтовой службы в Римской империи служат старинные мильные столбы, сохранившиеся на австрийских дорогах.
В Средние века почтовая служба возникла в Штирии и функционировала с использованием повозок и курьеров. Случалось, что средневековые курьеры совершали долгий путь, чтобы доставить свитки с посланиями, например, в бенедиктинский монастырь в Адмонте.
До наших дней сохранились путеводные книги за период с 1495 по 1916 год. Одна из них относится к 1506 году и содержит отметки о движении через всю Германию в Инсбрук и в Зигхартскирхен. Записи в книге производились при передаче почты и свидетельствуют о том, что доставка осуществлялась относительно скоро — около 750 миль за 8 дней и 21 час. О почтовой связи тех времен повествуют старинные книги о курьерах с гравюрами по дереву.
На протяжении сотен лет работа австрийской почты осуществлялась во многом благодаря почтмейстерам. Как записано в королевских грамотах, звание почтмейстера передавалось по наследству.
В XVI веке в Австрии одновременно действовали почты Таксисов и правительственная, но вскоре последняя окончательно вытеснила первую. С 1623 года австрийская почта состояла в наследственной аренде графов фон Паар. В 1722 году эксплуатация почтовых сообщений перешла в руки правительства.
В конце XVIII — начале XIX века в Вене (с 1772) и некоторых других городах Австрии была распространена так называемая «трещоточная почта». Во времена существования этой почты посыльные собирали и доставляли корреспонденцию, передвигаясь по улицам города с трещотками в руках[≡].

### Почта XIX века
В 1835—1836 годах Лоренц Кошир (1804—1879), австрийский чиновник, помощник почтового счетовода и словенец по происхождению, предложил предварительно оплачивать почтовый сбор при помощи наклеиваемых марок[≡]. Его идея не была воплощена в жизнь, и первая австрийская почтовая марка увидела свет лишь в 1850 году[≡].

Большим шагом вперёд в развитии австрийской почты был Австро-Германский почтовый союз, заключённый в 1850 году между Пруссией, Австрией, прочими германскими государствами и управлением почты Таксисов на началах однообразного и равномерного взимания почтовых сборов. Союз этот прекратил своё существование после австро-прусской войны 1866 года.
Первая в мире регулярная корабельная почта появилась в середине XIX века (с 1851) в Австрии для Адриатики благодаря компании «Австрийский Ллойд». В связи с почтово-пароходными линиями «Австрийского Ллойда», в пределах европейской и азиатской Османской империи, существовало 31 австрийское почтовое учреждение.
В 1861 году в Австрии, по примеру Англии, провели почтовую реформу, заключавшуюся в предварительной оплате писем и единообразном тарифе в зависимости не от расстояния, а от веса писем.
До 1867 года было одно общее управление для австрийской и для венгерской почт. Впоследствии почтовая часть в Цислейтании состояла в ведении Министерства торговли и была соединена с телеграфной службой. Почтовые учреждения были распределены по 10 почтово-телеграфным округам, которые управлялись почт-директорами. Для производства почтовых операций были учреждены почтамты, которые делились на казённые (ärarische Postämter) и неказённые. Последние существовали в менее значительных пунктах и управлялись по договорам с казной лицами, не состоявшими на государственной службе.
Обе половины Австро-Венгерской монархии — Австрия и Венгрия, несмотря на различие с 1871 года почтовых знаков и раздельное почтовое управление, в почтовом отношении составляли одну территорию. Однако финансовая сторона дела была совершенно разграничена. 9 октября 1874 года была подписана Всеобщая почтовая конвенция, которая распространялась на всю Австро-Венгрию, но во Всемирном почтовом союзе каждой части монархии был предоставлен самостоятельный голос.
Австрии принадлежит инициатива введения открытого письма, или открытки. Почтовые открытки впервые появились именно в этой стране 1 октября 1869 года.

### На рубеже XX века
К концу XIX века ставка за пересылку простых закрытых писем в Австро-Венгрии достигала 5 крейцеров. При этом весовой единицей было принято 15 г; письма, имевшие больший вес, вплоть до предельного веса (250 г), оплачивались лишь двойной таксой. Для всегда почти оплаченных открытых писем (открыток) действовала пониженная такса в 2 крейцера. (Не вполне или вовсе не оплаченное открытое письмо отправлялось по назначению, но с получателя взыскивался недостающий сбор в двойном размере по таксе, установленной для закрытых писем.)
Для бандерольных отправлений произведений печати была установлена такса с четырьмя подразделениями — в пределах от 2 до 15 крейцеров, а с образцов товаров взималась, независимо от веса, 5 крейцеров. Бандерольные отправления, не удовлетворявшие установленным требованиям относительно предельных размеров в длину, ширину и высоту, равно как и отправления неоплаченные, не отправлялись по назначению. Бандерольные отправления, не вполне оплаченные, отправлялись, но с получателя взимался недостающий весовой сбор в двойном размере. Бандерольные отправления имели первостепенное значение для торговли, особенно внешней, а также для распространения книг и журналов.
Для почтовых переводов в Австро-Венгрии была заведена система, при которой перевод пересылался служебным порядком непосредственно почтовым местом отправления в почтовое место назначения, выплачивавшее деньги адресату на дому или вызывавшее его для получения денег повесткой.
В 1891 году в Вене проходил IV Всемирный почтовый конгресс, на котором широкую и единообразную международную постановку получила газетная операция. Правительства, приступившие к соглашению по этому предмету, взаимно обязались доставлять периодические издания, выходящие в пределах их территорий, по тем же ценам, что и внутренним подписчикам, с надбавкой лишь возможных транзитных расходов. В стране назначения могли быть сделаны комиссионные и тому подобные надбавки, но они не должны были выходить за пределы, установленные для внутренних подписчиков этой страны. В числе многих странах к этому соглашению присоединилась и Австро-Венгрия.
Среди услуг, оказывавшихся австрийской почтой, были также операции с почтовыми поручениями и перевозка по почте пассажиров в местностях, где не было железных дорог.
Почтовые учреждения, рассеянные по всей стране, привлекались также к служению социальным целям, не имеющим непосредственного отношения к прямой задаче почты. Сюда относилось устройство почтово-телеграфных сберегательных касс, которые в Австрии были приспособлены ко внесению через их посредство налогов.
По данным Международного бюро Всемирного почтового союза за 1903 год, густота почтовой сети в Австрии составляла одно почтовое учреждение на 37 км² (9-е место в мире), протяжение почтовых путей — 196 тыс. км (4-е место), причем железнодорожные почтовые маршруты превышали другие почтовые пути. Общее число пройденных почтой в год километров равнялось 101 млн (шестой показатель в мире, наравне с Японией). Число письменных отправлений внутренней корреспонденции в 1903 году приближалось к одному миллиарду, а число заграничных писем составляло 246 млн отправленных и 221 млн полученных отправлений (второе место в мире после Германии, при отсутствии данных об Англии). Внутренний обмен посылок в том же году в Австрии равнялся 39 млн отправлений (4-е место).

### Современность
Почтовые дилижансы и сани прошлого в XX веке сменили более современные средства транспортировки почты, в том числе почтовый автобус[≡][≡] и гусеничные сани, доставляющие почту в горные районы Австрии. Австрийская авиапочта была первой в мире и начала функционировать 31 марта 1918 года — на шесть недель ранее открытия почтового авиамаршрута между Вашингтоном и Лонг-Айлендом[≡]. Дальнейшее развитие получили пневматическая, корабельная, железнодорожная и военная почты. Стали использоваться франкировальные машины[≡] и почтовые автоматы для продажи марок и открыток.

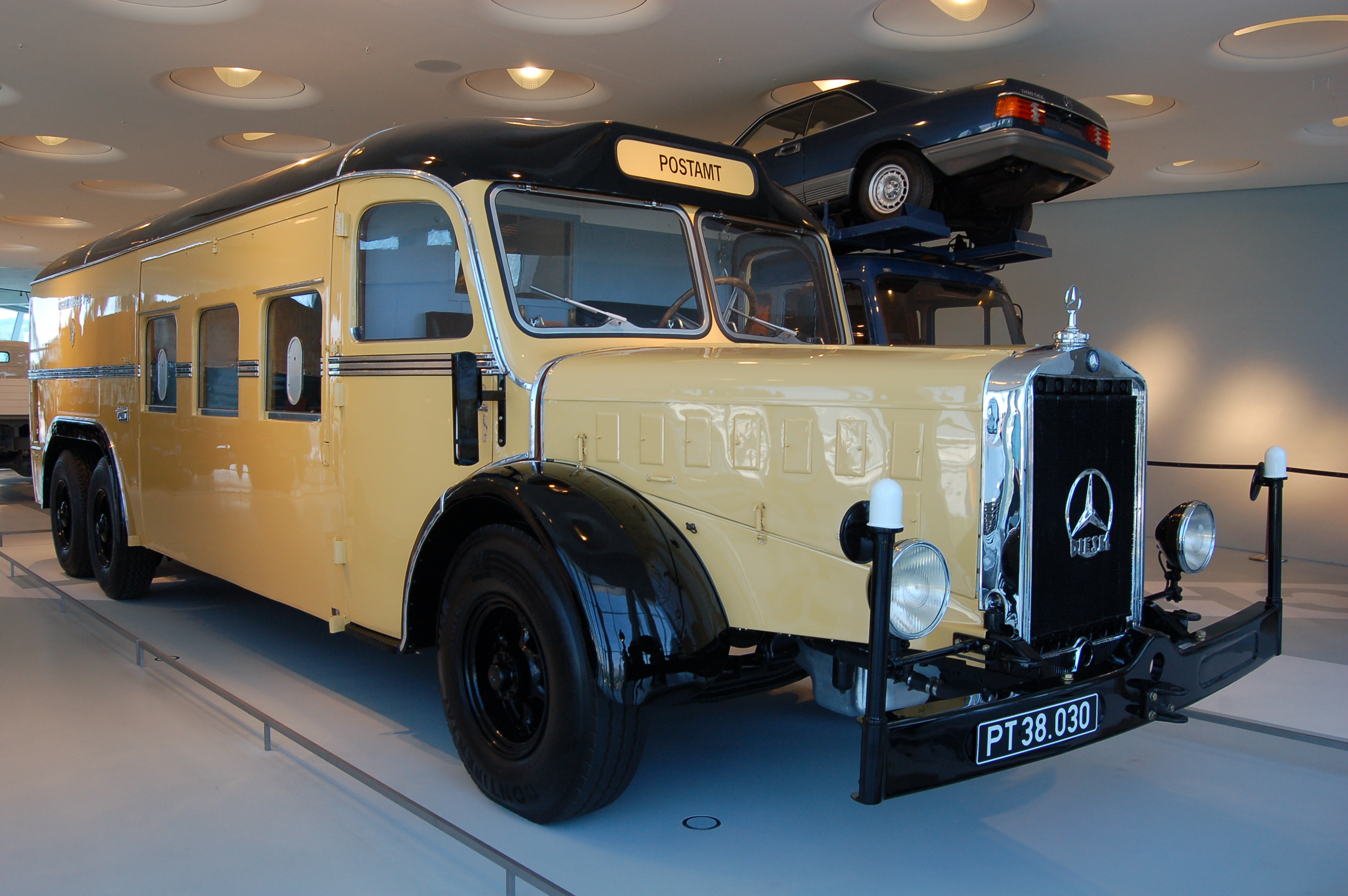
Передвижной почтамт — почтовый омнибус Австрии[^][^], датируемый 1938 годом, модель Mercedes Benz O 10000 (Музей Мерседес-Бенц, Штутгарт)
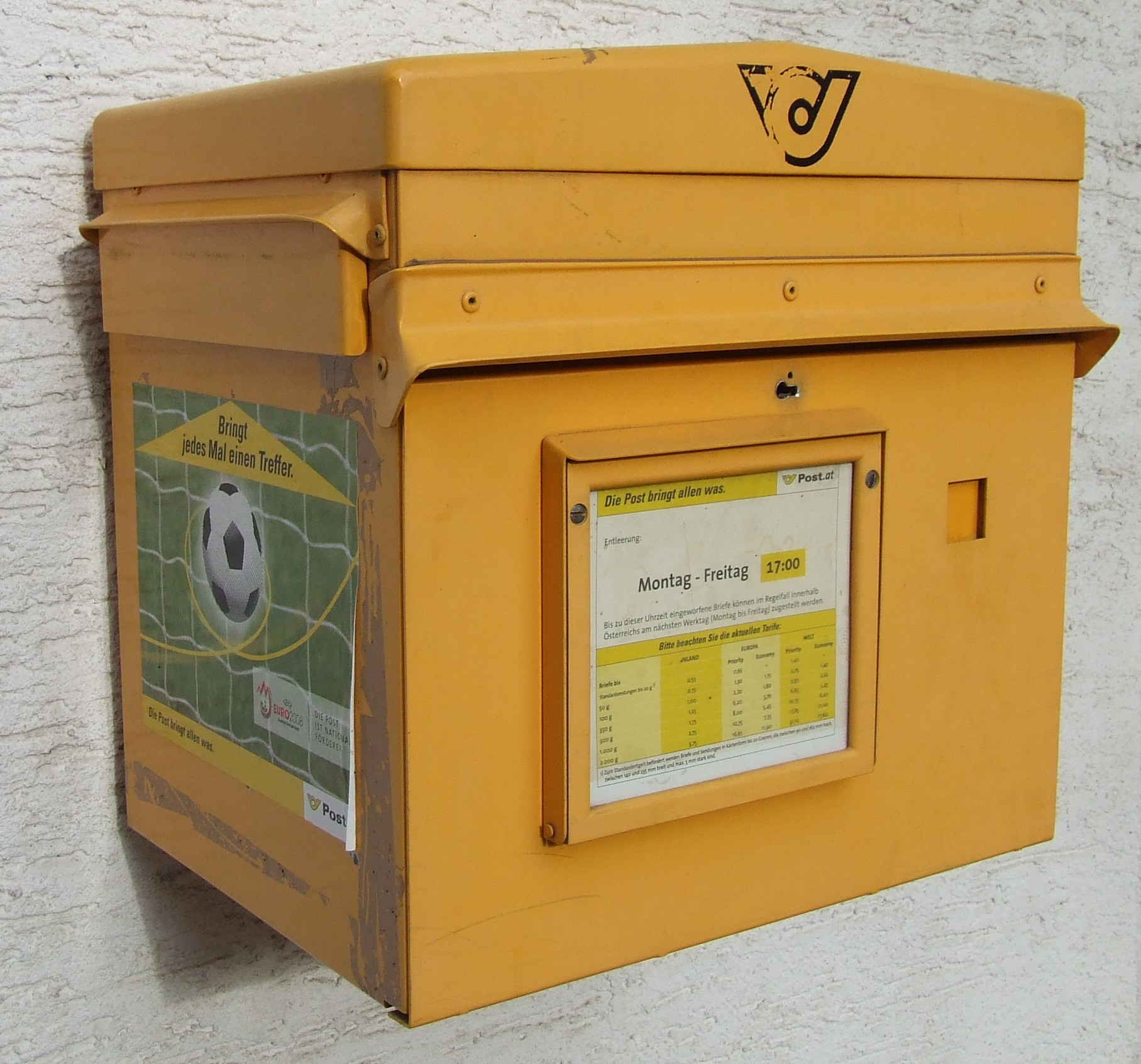
Современный почтовый ящик Австрии (2007)
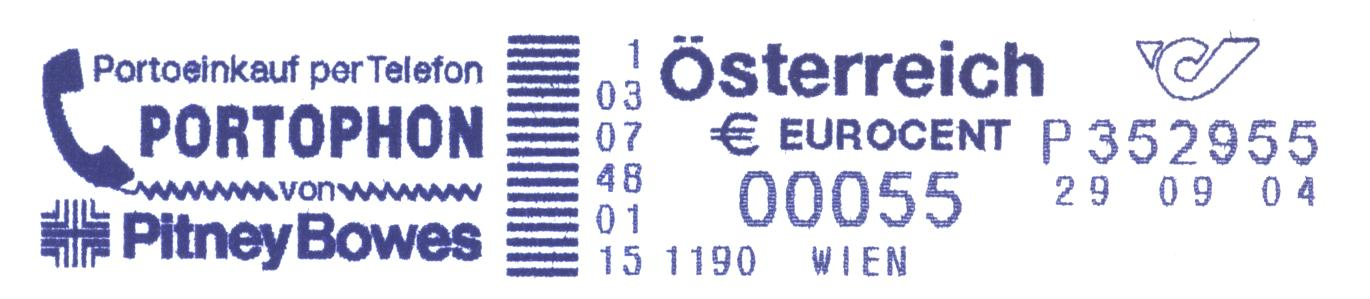
Франкотип (Вена, 2004, 55 евроцентов)[^]

Австрия является членом Европейской конференции администраций почтовых служб и служб связи (CEPT)[≡].

## Выпуски почтовых марок
Наиболее важные выпуски почтовых марок Австрии появлялись в следующем хронологическом порядке:
- 1850 — первые марки страны[≡],
- 1867—1871 — выпуски Австро-Венгерской монархии, имевшие хождение на всей её территории (включая Венгрию),
- с 1874 — выпуски только для Австрии[≡],
- 1883 — появление на марках названия почтовой администрации[≡],
- 1908 — первые памятные марки, выпущенные в честь 60-летия правления императора Франца Иосифа I,
- 1918 — на марках произведена надпечатка названия Австрийской республики — Германской Австрии («Deutschösterreich»)[≡],
- 1933 — первый почтовый блок,
- 1937 — две первые «рождественские поздравительные марки» с изображениями розы и знаков Зодиака, ставшие последним выпуском Австрии до захвата Германией[≡],
- 1945 — на марках Германии сделана надпечатка «Österreich» («Австрия»); начало эмиссии марок возрождённой Австрии[≡].

В 1964 году, в связи с проведением XV Всемирного почтового конгресса в Вене, появилась серия марок Австрии «Почта в искусстве», на которых были воспроизведены работы европейских художников, иллюстрирующие развитие почтовой связи за несколько последних столетий:
- Бернардо Беллотто. Прибытие известия о победе при Кунерсдорфе (Mi #1186; Sc #729).
- Юлиус Хёрманн (Julius Hörmann). Замена лошадей на почтовой станции (Mi #1187; Sc #730).
- Мориц фон Швинд. Свадебное путешествие (1867) (Mi #1188; Sc #731).
- Игнац Раффальт[нем.]. После дождя (Mi #1189; Sc #732).
- Иоганн Адам Клейн[англ.]. Почтовая карета в горах (Mi #1190; Sc #733).
- Фридрих Гауэрман. Замена лошадей в городке у баварской границы (Mi #1191; Sc #734).
- Адальберт Пильх[англ.]. Почтовый автобус[англ.] в высокогорье[≡] (Mi #1192; Sc #735).
- Адальберт Пильх. Почтовое отделение в Заальбахе (Mi #1193; Sc #736)[≡].

Во второй половине XX века Австрийская государственная типография в Вене была одной из крупнейших в мире и печатала почтовые марки не только для Австрии, но и для многих стран Европы, Азии, Америки и Африки. При изготовлении марок здесь использовались глубокая печать, металлографический и комбинированный способы.

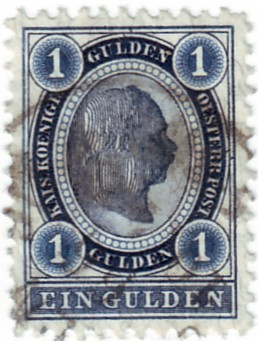
Марка Австрии, выпуск 1890—1896 годов, 1 гульден
 (Sc #62)[^][^]
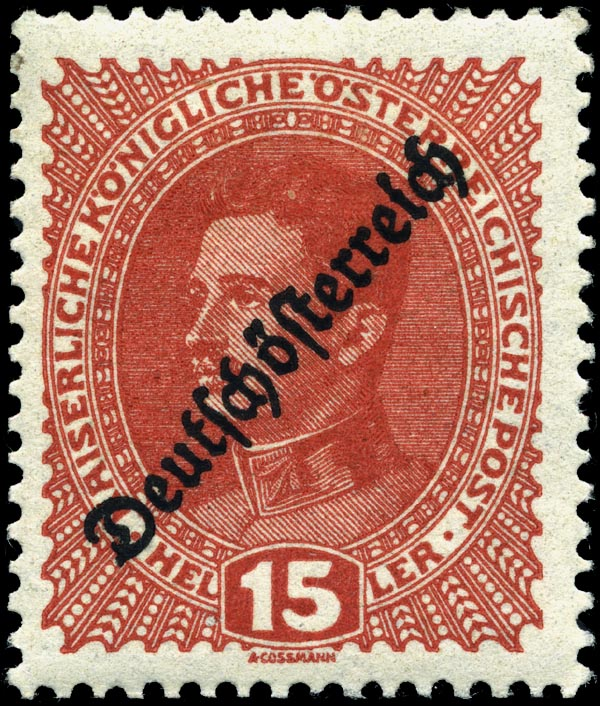
Надпечатка Германской Австрии (1918, 15 геллеров) — австрийского государственного образования в 1918—1919 годах (Sc #186)[^]
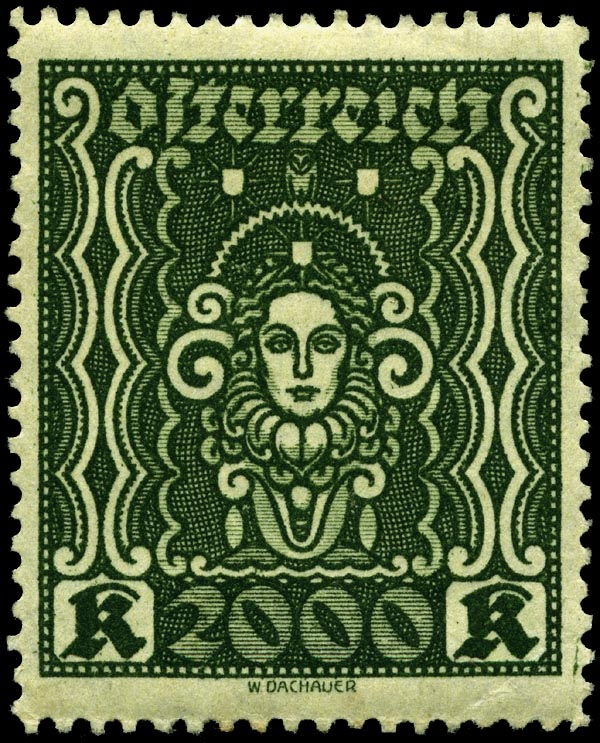
Марка Первой Австрийской Республики (1922, 2000 крон), просуществовавшей до Второй мировой войны (Sc #295)
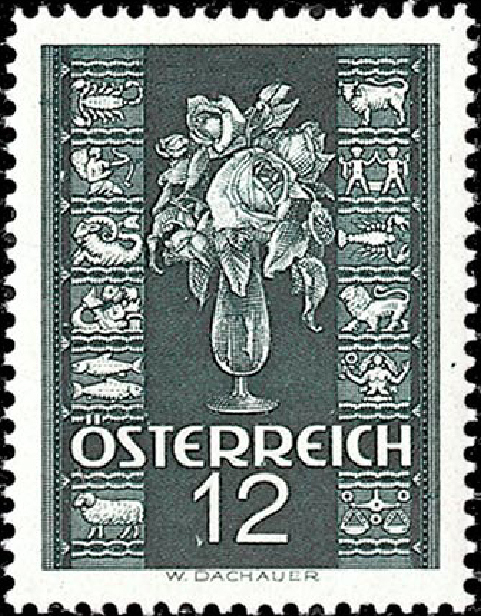
Рождественская марка Австрии (1937, 12 грошей) — последний выпуск независимой Австрии (Sc #388)[^]
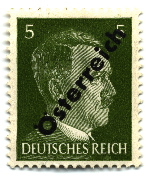
Надпечатка освобождённой Австрии (1945, 5 пфеннигов) на одной из марок нацистской Германии, использовавшихся во время Второй мировой войны

 (Sc #390)[^][^]

Австрия является участником программы совместных выпусков почтовых марок «Европа», первоначально организованных под эгидой CEPT[≡].

## Другие виды почтовых марок
Начиная с XIX века австрийская почта выпускала газетные марки (с 1851, впервые в мире)[≡], доплатные (с 1894), а также почтово-благотворительные[≡], газетно-налоговые, телеграфные[≡] и расчётные. К примеру, в 1916 году выходили доплатные марки Австрии с надпечаткой «Porto». В 1854—1857 годах для почтовых нужд допускалось также использование фискальных марок (в качестве почтово-гербовых).
В 1916 году издавались треугольные марки специального назначения (Sc #QE1, QE2), расположенные стоящими на вершине. В 1918 были эмитированы первые авиапочтовые марки, сделанные путём надпечаток авиапочты на обычных марках в марте 1918 года для первой в мире регулярной авиапочтовой линии Вена — Краков — Львов — Киев[≡].
В связи с функционированием в XIX — начале XX века австрийских почтовых отделений за рубежом имеются выпуски марок австрийской почты в Болгарии, Османской империи[≡], Румынии, на острове Крит[≡] и в некоторых других странах.
В 1918—1925 годах и в 1945 году появлялись австрийские местные выпуски в ряде земель, городов и местечек. Существуют также марки Австро-Венгерской полевой почты времён Первой мировой войны[≡][≡] и полевой почты Австрийских контингентов войск ООН (с 1974).
В 1938—1945 годах в обращении на территории Австрии находились марки Германии (нацистской Германии)[≡].

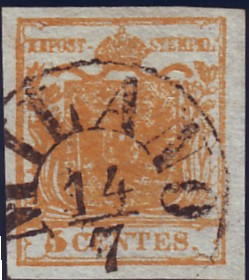
Первая почтовая марка австрийского владения Ломбардия-Венеция, 1850, 5 чентезимо (Sc #1)[^]
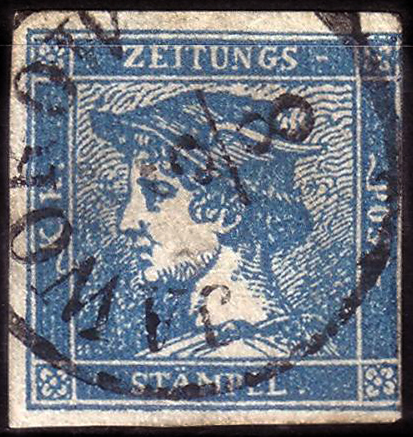
«Синий Меркурий» — первая газетная марка, изданная в Австрийской империи, 1851, 6/10 крейцеров, номинал неуказан (Sc #P1)[^]
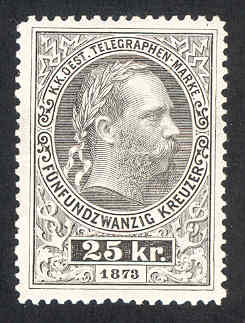
Телеграфная марка Австро-Венгрии (1874, 25 крон)[^]
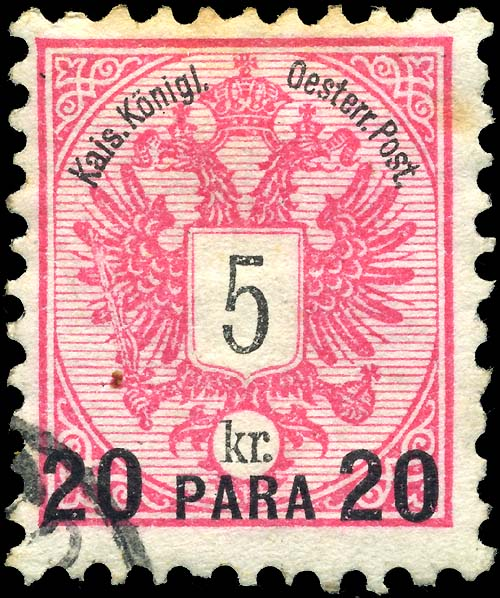
Австрийская почта в Османской империи, 1888, 20 пара
 (Sc #16)[^]
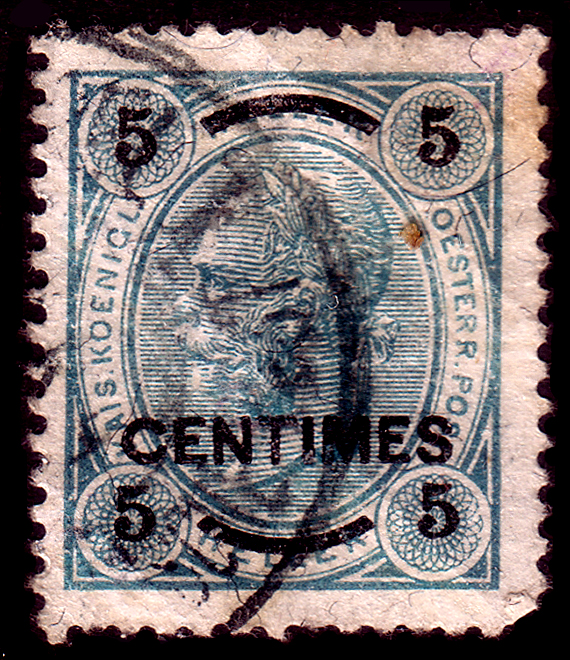
Марка австрийской почты на Крите, 1903 (Sc #А15)[^]
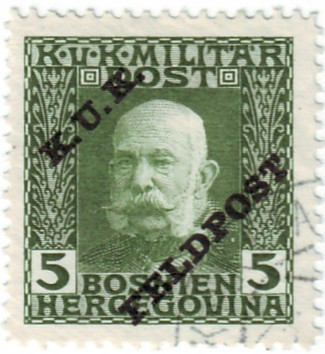
Надпечатка полевой почты на марке военной почты в Боснии и Герцеговине, 1915 (Sc #M4)[^]
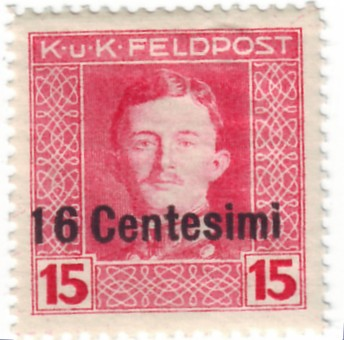
Оккупационная марка: надпечатка на марке полевой почты Австрии в Италии, 1918, 16 чентезимо (Sc #N8)[^]
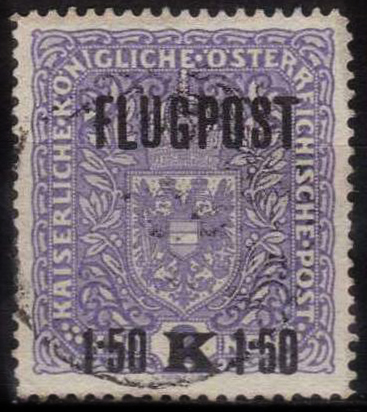
Надпечатка авиапочты на марках Австрии для первой регулярной почтовой линии Вена — Краков — Львов — Киев (1918, 2,50 и 4 кроны) (Mi #225; Sc #C2, C3)[^][^]
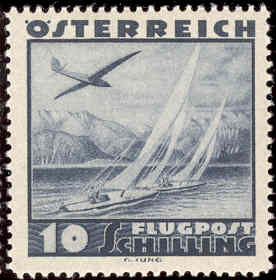
Авиапочтовая марка Австрии, 1935, 10 шиллингов (Sc #C46)

## Почтово-телеграфный музей
Музей истории австрийской почтовой связи существовал как самостоятельное учреждение с 1891 по 1980 год, а затем стал частью Технического музея в Вене. В музее хранятся коллекции всех видов почтовой бумаги и конвертов (начиная с XIV века), почтовых открыток, почтовых марок Австрии (с 1850 года), старейших австрийских почтовых штемпелей и надпечаток. В специальном музейном разделе показан весь процесс создания марок — от работы художника до печати.

## Развитие филателии

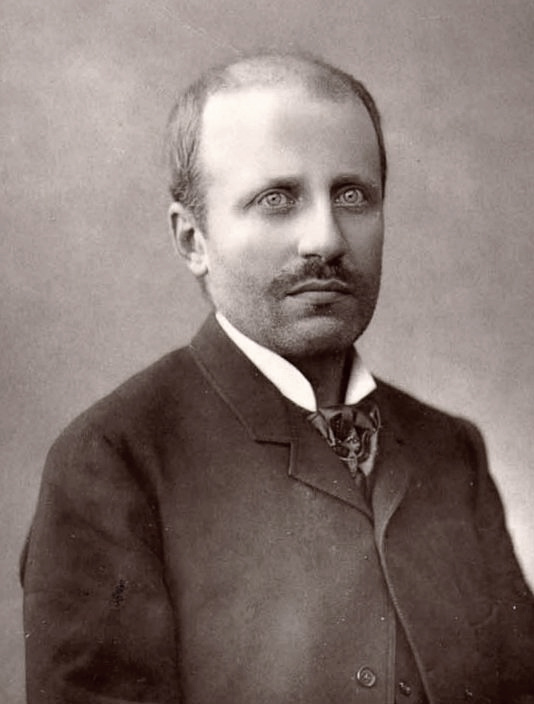

Организованное движение филателистов получило в Австрии значительное развитие. Среди всемирно известных частных собраний особенно выделялась коллекция легендарного Филиппа фон Феррари (1850—1917), имевшего австрийское подданство и похороненного в этой стране[^].
В стране издаются на немецком языке журналы «Austria-Philatelist» и «Die Briefmarke». Регулярно выходит известный в Австрии и за её пределами каталог австрийских марок «Аустриа-Нетто». Так, например, 31-е его издание увидело свет в 1975 году и было подготовлено венским издательством «Р. Рознер» (Rita Rosner). Оно включало описание классических выпусков Австрии 1850—1899 годов, а также 1945 года. В каталоге были даны цены классических марок на письмах-вырезках, а также газетных марок на целых газетах. Перечислены были также чёрные оттиски, которые почтовое ведомство использовало в рекламной кампаниях, с указанием их тиражей. Издание содержало перечень австрийских монет с 1848 года.

Австрия впервые отметила День почтовой марки 1 декабря 1935 года. По случаю празднования этого дня могут выходить австрийские марки. Например, на одной из таких марок (почтово-благотворительного характера) в 1972 году была запечатлена трещоточная почта[≡]. На трёх марках другой почтово-благотворительной серии, появившейся 14 ноября 1975 года, одновременно отмечалось 125-летие австрийской почтовой марки и были изображены марки Австрии разных лет (по принципу «марка на марке»).
Австрийские коллекционеры участвуют также в различных национальных и международных филателистических выставках. Например, в 1970 году по инициативе Общества австрийско-советской дружбы в городском выставочном зале Инсбрука была проведена филателистическая выставка, посвящённая 100-летию со дня рождения Ленина. Для гашения почтовых марок, наклеенных на приглашения на выставку, Тирольским отделением Общества был подготовлен специальный штемпель с портретом В. И. Ленина. Большую известность в мире имеет всемирный филателистический форум, проводимый в Вене, — Венская международная филателистическая выставка.

## Интересные факты
- Представитель австрийской ветви Ротшильдов в своё время скупил целиком один из первых выпусков афганских марок и сжёг затем все марки за исключением немногих на глазах у агентов крупнейших марочных фирм, тем самым нажившись на продаже оставшихся марок[17].
- В 1973 году почта Австрии издала ещё одну почтово-благотворительную марку в честь Дня почтовой марки, на которой были помещены изображение архангела (1490) и текст «Архангел Гавриил — защитник и патрон филателии» (Sc #B329). Своим появлением она обязана ходатайству венского архиепископа на основании апостольского письма[англ.], подписанного папой римским Павлом VI архиепископу венскому 22 сентября 1972 года, согласно которому Архангел Гавриил является патроном почты и филателии. Данную идею «пробил» во время папской аудиенции в 1972 году президент Всемирного союза филателистов имени святого Гавриила, шеф-редактор австрийского журнала «Die Briefmarke» Бруно Гримм[18].